# Goldenes Lorbeerblatt (Liechtenstein)
Das goldene Lorbeerblatt der Regierung für besondere Verdienste um den Sport in Liechtenstein ist die höchste Auszeichnung des Fürstentums Liechtenstein im Bereich Sport und wird seit 2003 an Personen, die sich besonders um den Sport im Fürstentum verdient gemacht haben, sowie an erfolgreiche Sportler verliehen. Die Auszeichnung wurde auf Initiative der liechtensteinischen Sportkommission geschaffen.

## Aussehen der Auszeichnung
Die Auszeichnung besteht aus einer Acrylglasplatte, in die ein 18 Karat vergoldetes Lorbeerblatt eingegossen wurde. Am Blattansatz sind zwei oxidierte Silberkugeln befestigt. Auf der Rückseite der Acrylglasplatte ist das liechtensteinische Staatswappen eingraviert. Die Beschriftung ist in den Farben Silber und Gold gehalten. Jede Auszeichnung ist ein Einzelstück.

## Preisträger
(Quelle:)
- 2003
  - Eduard von Falz-Fein
  - Xaver Frick

- 2004
  - Hanni Weirather
  - Willi Frommelt

- 2005
  - Adolf Heeb
  - Roman Hermann

- 2006
  - Andreas Wenzel
  - Nora von Liechtenstein

- 2007 
  - Manfred Schurti
  - Josef Hoop

- 2008
  - Paul Frommelt
  - Ursula Gregg

- 2010
  - Martha Bühler
  - Louis Oehri
  - Rudolf Schädler (posthum)

- 2012
  - Peter Ritter
  - Marco Büchel

- 2014
  - Josef Eberle
  - Wolfgang Schädler

- 2016
  - Rainer Hasler (posthum)
  - Wolfgang Matt
- 2018
  - Zeno Marxer
  - Biggi Beck-Blum
- 2021
  - Birgit Heeb-Batliner[2]